# 腓力二世 (西班牙)
腓力二世（西班牙語：Felipe II；1527年5月21日—1598年9月13日，又譯费利佩二世）是哈布斯堡王朝西班牙国王（1556年至1598年在位），1580年起兼任葡萄牙国王腓力一世（葡萄牙語：Filipe I）；因其谨小慎微的性格，也称谨慎者腓力（Felipe el Prudente）。在他执政时期，西班牙国势达到顶峰，但维持西班牙帝国的努力却遭到失败。1542年，西班牙殖民者以其名将一片岛屿命名为「Las Filipinas」，成為現今菲律宾名称的由來。

## 成王之路

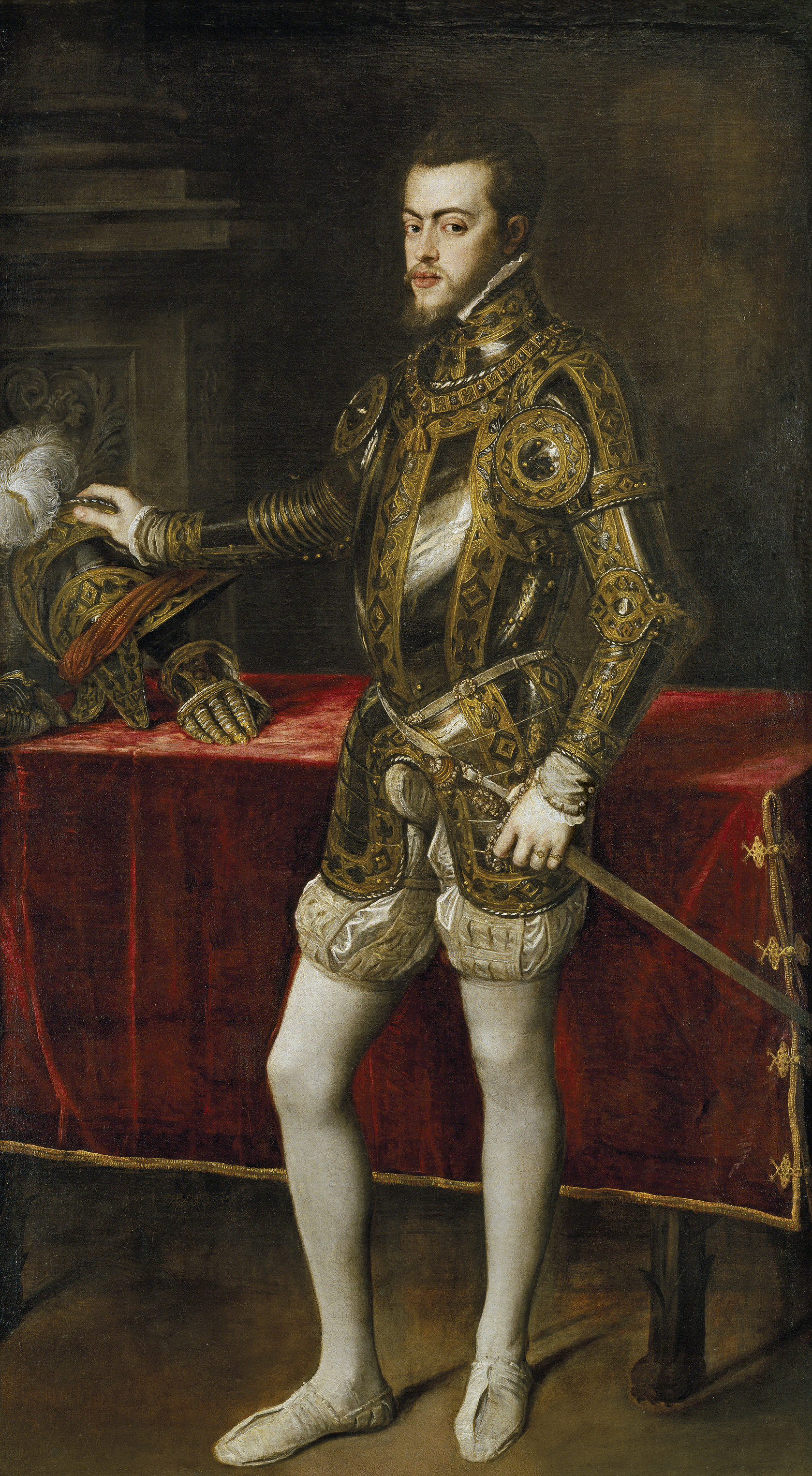
时年24岁，身着华甲的腓力王子（1551年，提香作）

1556年，心力交瘁的神圣罗马帝国皇帝查理五世（西班牙的卡洛斯一世）宣布退位，由于哈布斯堡家族内部的争端，他宣布将中欧领土交予弟弟斐迪南，而将西班牙尼德兰交予他与葡萄牙的伊莎贝拉所生的儿子腓力（也就是日后的西班牙的腓力二世）。
至此，腓力二世得到了西班牙、尼德兰、西西里与那不勒斯、弗朗什孔泰、米兰及全部西属美洲和非洲殖民地的庞大领土，并由此开始了他40余年的漫长统治。

## 在西班牙和荷兰的统治
在西班牙，腓力二世延续了其父加强中央集权的政策，中央政府真正开始剥夺一些历史上的王国和民族地域（阿拉贡，卡斯蒂利亚，巴伦西亚）的独立性，并取消一些城市的自治法规，以便利于获得直接的税收。这也导致了官僚体系的臃肿。
腓力二世对低地国家实行毫不妥协的铁腕统治；1567年他任命著名的将领和刽子手阿尔瓦公爵费尔南多·阿尔瓦雷斯·德·托莱多为尼德兰总督。后者严厉镇压荷兰人民的一切反抗活动，处死了大约8000人。
腓力二世为坚定而狂热的天主教徒，他的很多政策中都能看到宗教信仰的影子。这大大影响了他在一些问题上的判断，并使政府卷入一系列宗教纷争。特别是由于腓力二世希望铲除各种异端或异教的决心，中世纪的宗教审判和迫害异端在他统治时期达到登峰造极的程度。腓力二世大力支持天主教宗教裁判所，使大批持异端邪说的人（无论是真有其事还是受到陷害）在火刑柱上化为灰烬。他的另一项政策则使1568年－1570年被强制迁徙到西班牙内地的摩尔人受到残酷迫害。从阿拉贡国王费尔南多二世开始的对穆斯林和犹太人的迫害和驱逐最终使西班牙的种族构成趋于“纯化”。

## 国际舞台上的腓力二世
腓力二世执行了积极的对外政策，似乎他有决心也有能力推动一场把整个欧洲统一到一面旗帜下的运动。在即位之初，腓力二世曾因为希望维持他对意大利领地的支配和削弱教会力量而与教宗保禄四世发生一场不小的冲突。他也继续进行其先辈为之努力的意大利战争。1557年，西班牙军队在圣康坦战役中击败了法国军队。腓力二世于1559年和法国国王亨利二世签订了对西班牙有利的《卡托-康布雷齊和約》，从而结束了绵延半个世纪的意大利战争。
腓力二世领导了对严重威胁欧洲的奥斯曼帝国的回击。在他牵头之下，组成了反对土耳其的“神圣同盟”，同盟成员除西班牙外，还包括教宗、萨伏依、威尼斯和热那亚。1571年，腓力二世的异母弟弟（卡尔五世皇帝的私生子）奧地利的唐胡安在勒班陀战役中全歼了奥斯曼帝国舰队。这次胜利因其终结了土耳其人在地中海上的扩张而永垂史册。
1580年，腓力二世派遣阿尔瓦公爵率军强行合併葡萄牙。

## 对英国和法国的干涉
1554年，当时还是王储的腓力与英格兰女王玛丽一世结婚，但其婚后几乎不曾在英格兰住过。腓力二世与玛丽均为天主教徒，他们共同对国内的新教徒实行恐怖政策。然而在玛丽一世死后，同情新教的伊丽莎白一世登上英格兰王位。腓力二世曾向伊丽莎白求婚未果。伊丽莎白对新教的明显偏爱促使腓力二世作出入侵英国的决定，他于1588年建立了历史上赫赫有名的无敌舰队。
1588年5月，拥有130艘舰只和3万余名战士的无敌舰队在麦迪纳-西多尼亚率领下向英格兰发起远征。在著名的英吉利海峡遭遇战中，这支舰队被机动灵活的英国海军击散。在重組隊形與靠岸補給的途中，又由于劇烈的风暴被一路吹往北海，因此在苏格兰海域折损了大量舰只與人馬。
在无敌舰队对英国的进攻遭受巨大的挫折之后，西班牙大伤元气。尽管其强大实力还未倒塌，英格兰也不可能立刻成为与之平起平坐的国家，但从此西班牙在海上的威力就趋于衰落。
腓力二世的另一项错误决定同样源于他的宗教热情。在法国发生可怕的宗教战争之后，腓力二世催生了法國內部的天主教联盟，该联盟由吉斯家族领导，致力于消灭胡格諾派信徒，並從1576年開始越發仰賴腓力的金援及西班牙精兵。1591年形势最混乱的时候，西班牙的军队甚至在一代名將亚历桑德罗·法尔内塞的指揮下开进了巴黎。腓力二世希望他的女儿与第四代吉斯公爵夏尔·德·洛林结婚，并使后者继承法国王位，但最终被法國上下的愛國反西輿論給否定了；多次擊敗法國國王亨利四世的亚历桑德罗·法尔内塞，也在1592年病逝，西班牙軍頓失支柱。1595年，腓力二世被法國國王亨利四世击败。后来腓力二世终于承认了法國國王亨利四世的合法性。

## 家庭
- 葡萄牙的瑪麗亞·曼努埃拉（1527-1545）：1543年結婚，葡萄牙國王若昂三世之女
  - 卡洛斯（1545-1568）：阿斯圖里亞斯親王
- 瑪麗一世（1516-1558）：1554年結婚，英格蘭國王亨利八世之女
- 瓦卢瓦的伊丽莎白（1545-1568）：1559年結婚，法國國王亨利二世之女
  - 伊莎貝爾·克拉拉·歐亨妮亞（1566-1633）：布拉班特公爵阿爾布雷希特七世夫人
  - 卡特琳娜·米蓋拉（1567-1597）：薩伏依公爵卡洛·埃馬努埃萊一世夫人
- 奧地利的安娜（1549-1580）：1570年結婚，神聖羅馬皇帝馬克西米利安二世之女
  - 費爾南多（英语：Ferdinand, Prince of Asturias）（1571-1578）：阿斯圖里亞斯親王
  - 卡洛斯·羅倫佐（1573-1575）
  - 迪亞哥（英语：Diego, Prince of Asturias）（1575-1582）：阿斯圖里亞斯親王
  - 腓力三世（1578-1621）：西班牙、葡萄牙國王
    - 安娜（1601-1666）：法國王后
    - 瑪莉亞（英语：Infanta Maria of Spain (1603)）（1603）
    - 腓力四世（1605-1665）：西班牙暨葡萄牙國王
    - 玛丽亚·安娜（1606-1646）：神圣罗马皇后
    - 卡洛斯（1607-1632）
    - 费尔南多（1609-1641）：托萊多總主教
    - 瑪格麗塔（英语：Infanta Margarita of Spain (1610–1617)）（1610-1617）
    - 阿隆索（英语：Infante Alonso of Spain）（1611-1612）

  - 玛丽亚（1580-1583）

## 头衔
- 继承人头衔
  - 赫罗纳亲王（1527年5月21日— 1556年1月16日）
  - 阿斯图里亚斯亲王（1528年—1556年）
- 智利国王（1554年–1556年），称腓力一世
- 卡斯蒂利亚国王（1556年1月16日—1598年9月13日），称腓力二世
  - 卡斯蒂利亚、莱昂、托莱多、加利西亚、塞维利亚、科尔多瓦、穆尔西亚、哈恩、阿尔加维、阿尔赫西拉斯、直布罗陀、加那利群岛等国王及莫利纳德塞古拉領主
  - 纳瓦拉国王
  - 比斯开领主
- 阿拉贡国王（1556年1月16日—1598年9月13日），称腓力一世
  - 阿拉贡国王
  - 西西里国王，称菲利波一世
  - 那不勒斯国王，称菲利波一世
- 布拉班特公爵，称腓力四世
  - 耶路撒冷国王
  - 雅典公爵
  - 尼奥帕特里亚公爵
  - 巴伦西亚国王
  - 马略卡国王
  - 萨丁尼亚和科西嘉国王
    - 奥里斯塔诺藩侯

  - 巴塞罗那伯爵
  - 鲁西永伯爵
- 葡萄牙国王（1580年9月12日—1598年9月13日），称腓力一世
- 英格兰配国王、愛爾蘭配國王（1554年7月25日–1558年11月11日），称菲利普
- 自稱西班牙国王	(1556年1月16日-1598年9月13日)，称腓力二世
  - 鲁西永伯爵